# ماهی‌گیر آشفته
ماهی‌گیر آشفته (انگلیسی: Gestoorde hengelaar) اولین فیلم فیلم داستانی صامت سینمای هلند اثر ماخیل هندریکوس لاده است که در سال ۱۸۹۶ میلادی منتشر شد.